# Coenosia curviventris
Coenosia curviventris är en tvåvingeart som beskrevs av Albuquerque 1959. Coenosia curviventris ingår i släktet Coenosia och familjen husflugor. Inga underarter finns listade i Catalogue of Life.